# مهدی‌آباد (نرماشیر)
مهدی‌آباد، روستایی در دهستان مؤمن‌آباد بخش روداب شهرستان نرماشیر در استان کرمان ایران است.

## جمعیت
بر پایه سرشماری عمومی نفوس و مسکن در سال ۱۳۹۵، جمعیت این روستا برابر با ۳۲۸ نفر (۹۸ خانوار) بوده‌است.